# Хиосское вино
Хиосское вино — древнегреческое красное вино с острова Хиос, которое, по мнению многих античных авторов, было одним из лучших (если не лучшим) в Элладе.
Феопомп считал, что хиосцы первыми научились изготавливать «чёрное» (то есть красное) вино. Судя по многочисленным находкам хиосских амфор при раскопках в Афинах, это вино в больших количествах поставлялось в Аттику как минимум с V века до н. э. (когда оно заслужило хвалебный отзыв Гермиппа).
В числе лучших греческих вин упоминают хиосское Гален и Плиний. Страбон писал, что хиосский район Ариусия «производит самое лучшее из греческих вин». Плутарх и Афиней позднее упоминают его как деликатес, доступный только богачам.
Судя по литературным источникам, до нашей эры древние римляне принимали хиосское малыми порциями и преимущественно из медицинских соображений. Позднее оно стало дешевле и получило в Риме большее распространение.

## «Подводное вино»
В 2019 году виноделы с острова Эльба заявили, что им удалось воссоздать знаменитое хиосское вино. Утверждается, что секрет хиосцев был в том, что они выдерживали собранный виноград примерно пять дней в морской воде, благодаря чему его вкус изменялся, а после добавления сахаров (в виде мёда или изюма) полученное вино могло храниться дольше обычного и перевозиться на большие расстояния.
Виноделы с Эльбы поместили 200 кг винограда сорта, производного от хиосского, в плетёные корзины, которые почти неделю держали в море на глубине семи метров. За это время количество фенолов (дающих аромат) почти удвоилось, крепость напитка выросла примерно на градус, а впитанная из воды морская соль позволила отказаться от использования консервантов (сульфитов).